# Комплекс Бога (Доктор Кто)
«Комплекс Бога» — одиннадцатая серия шестого сезона сериала «Доктор Кто». Премьера серии состоялась 17 сентября 2011 года на канале BBC One.

## Сюжет
Доктор, Эми и Рори приземляются в копии земного отеля, как потом оказалось — почти пустого. На стенах висят фотографии сонтаранцев, джудунов, далеков и прочих существ, в том числе людей. Под фото написаны имя существа и его главный страх.
Доктор жмёт на звонок, и из-за угла выбегают выжившие существа. Это врач Рита, Хови и Гиббис. Рита говорит, что стены отеля растягиваются и сжимаются, а комнаты перемещаются, будто отель живой. Также оказывается, что в комнатах обитают кошмары. В отеле для каждого есть своя комната с его страхом.
Доктор идёт в ТАРДИС, чтобы сделать диагностику планеты, но ТАРДИС исчезла. Рита говорит, что в отеле есть ещё один человек. Его зовут Джой. Он одержим чем-то таинственным. Его находят привязанным, в ресторане, вместе с движущимися
куклами. Он говорит, что в отеле есть комната для каждого и что скоро его хозяин придёт за ним. Вскоре Джой вырывается и сбегает из ресторана. Доктор отправляется искать его, но уже поздно — он находит Джоя мертвым. После
того как Хови заглядывает в одну из комнат отеля, он тоже становится одержимым. Гиббис предлагает оставить его чудовищу, ведь тогда, возможно, беда не затронет других посетителей отеля. Доктор отказывается бросать Хови. Его связывают
и оставляют под надзором Гиббиса, и с помощью его голоса Доктор заманивает чудовище в ловушку. Но Гиббис поддаётся на уговоры Хови отпустить его, и тот сбегает и рушит весь план. Чудовище забирает Хови.
Доктор говорит всем быть храбрыми. Он обнаруживает, что по всему отелю расположены камеры видеонаблюдения, и решает попасть в комнату, откуда можно с помощью этих камер видеть всё, что происходит в отеле. Как только он уходит, становится ясно, что Рита тоже одержима.
Доктор находит нужную комнату и видит, что Рита сбежала. Он звонит на ближайший к ней телефон. Рита говорит, что она не боится монстра, наоборот — она счастлива и просит не искать её, так как чудовище уже близко. Рита погибает.
Доктор, Эми и Рори возвращаются в ресторан к Гиббису. Доктор понимает, что чудовище питается не страхами, а верой. Доктор объясняет, что Джой был игроком — он верил в удачу; Хови верил в мировой заговор; Рита была верующим человеком. Доктор
говорит, что из-за того, что Рори ни во что не верит, отель постоянно подсовывает ему дверь с надписью «Выход». Выясняется, что Эми тоже одержима (ведь она сильно верит в Доктора). Доктор, Эми, Рори и Гиббис бегут из ресторана, чудовище преследует их. Они прячутся в комнате, где 7-летняя Амелия сидит и ждёт Доктора. Чудовище пытается открыть дверь. Доктор пытается погасить в Эми веру в него, говоря, что он взял её в ТАРДИС, только чтобы кто-то им восхищался. Монстр отступает. Все стены отеля исчезают. Доктор объясняет, что этот отель был тюрьмой для чудовища, а вера людей, которых тюрьма захватывала, была пищей
для него. Монстр умирает.
Доктор отвозит Эми и Рори к их новому дому. Он дарит Рори красную машину, о которой тот мечтал. Доктор оставляет Пондов и улетает.